# Suskia mansoni
Suskia mansoni är en spindeldjursart som beskrevs av Sven Bertil Gunvald Lindquist 1986. Suskia mansoni ingår i släktet Suskia och familjen Tarsonemidae. Inga underarter finns listade i Catalogue of Life.